# 碧天舎
碧天舎（へきてんしゃ）は、かつて東京都千代田区に存在していた日本の出版社。おもに自費出版による書籍を刊行していた。2006年に自己破産した。

## 概要
1979年創業。商業出版も手がけていたが、ビブロス社長・山本裕昭が代表取締役に就任後、自費出版事業へ比重を移す。
文芸社が開発したとされる「棚買い」（特約書店に配本し、売れ残り分は版元が買い上げる手法）を導入し、出版点数を伸ばしていた。さらに、「碧天文芸大賞」「ふるさと物語コンテスト」「エッセイグランプリ」などを運営して書き手を発掘し、また、2004年から「碧天ファンタジー文学賞」を運営して、そこから各賞の受賞作などが出版された。
こうした営業の結果、2004年当時には、年間出版点数において全出版社中22位で、自費出版系の出版社としては文芸社（42位）をしのぎ、新風舎（2位）に次ぐ規模に達していた。

## 破綻
2006年3月31日、東京地方裁判所に自己破産を申し立てた。
4月6日に開かれた債権者説明会では、「8億2400万円の債務超過」であると報告され、創業時から赤字経営で山本裕昭社長個人と、その経営する別の出版社ビブロスが赤字を補填していたと説明された。出版費用を支払いながら、出版も返金もされなかった債権者たちは250人とされ、そのうち100人あまりが碧天舎被害者連絡会を結成した。債権者たちが支払った出版費用は、ひとり80万円から130万円ほどと報じられた。
碧天舎の破産を受けて、新風舎が一部の執筆者の出版支援に乗り出した。しかし、その新風舎も程なくして、2008年1月に破綻した。